# Coppa Italia 2016-2017 - fase finale (calcio femminile)
Questa voce raccoglie un approfondimento sulle gare della fase finale dell'edizione 2016-2017 della Coppa Italia di calcio femminile.

## Secondo turno
Il sorteggio per determinare gli accoppiamenti e la squadra che giocherà il secondo turno in casa si è tenuto il 24 ottobre 2016. Tutte le partite si giocheranno il 22 febbraio 2017, tranne alcune eccezioni come da relativi comunicati ufficiali.
| Squadra 1              | Risultato       | Squadra 2         |
| ---------------------- | --------------- | ----------------- |
| 21 gennaio 2017        |                 |                   |
| Luserna                | 1 - 2           | Novese            |
| 22 gennaio 2017        |                 |                   |
| Nebrodi                | 2 - 1           | Roma Decimoquarto |
| 22 febbraio 2017       |                 |                   |
| Mozzanica              | 2 - 0           | Cuneo             |
| Pro San Bonifacio      | 0 - 4           | AGSM Verona       |
| Azzurra San Bartolomeo | 0 - 0 (4-5 dcr) | Unterland         |
| Grifo Perugia          | 1 - 2           | San Zaccaria      |
| Roma CF                | 2 - 5           | Chieti            |
| Fiorentina             | 5 - 0           | Atletico Oristano |
| 25 febbraio 2017       |                 |                   |
| Donna Roma             | 5 - 0           | Napoli Dream Team |
| Real Meda              | 0 - 1           | Azalee            |
| Tavagnacco             | 3 - 0           | Padova            |
| 26 febbraio 2017       |                 |                   |
| Valpolicella           | 5 - 0           | Castelvecchio     |
| New Team Ferrara       | 0 - 4           | Empoli            |
| 5 marzo 2017           |                 |                   |
| Inter Milano           | 2 - 0           | Vittorio Veneto   |
| Pink Sport Time        | 0 - 0 (3-2 dcr) | Apulia Trani      |

### Tabellini
| Arbitro: | Ernesto Pinchetti (Sesto San Giovanni) |

|            |           |                |
| Greppi 87’ | Marcatori | 69’, 81’ Levis |

| Capo d'Orlando 22 gennaio 2017, ore 15:30 CET | Nebrodi                  | 2 – 1 | Roma XIV | Stadio comunale Ciccino Micale\| Arbitro: \| Giuseppe Rispoli (Locri) \| |
| Arbitro:                                      | Giuseppe Rispoli (Locri) |       |          |                                                                          |

| Arbitro: | Niccolò Turrini (Firenze) |

|                             |           |  |
| Ledri 20’ Pellegrinelli 43’ | Marcatori |  |

| Arbitro: | Daljt Singh (Macerata) |

|           |           |                         |
| Zelli 66’ | Marcatori | 9’ Baldini 88’ Principi |

| Arbitro: | Harley De Martino (Napoli) |

|                          |           |                                                                       |
| Vukčević 58’, 65’ (rig.) | Marcatori | 12’ Stivaletta 18’ Tona 29’ Mariani 61’ Marinelli 69’ Giu. Di Camillo |

| Firenze 22 febbraio 2017, ore 14:30 CET | Fiorentina                             | 5 – 0 a tav. referto | Atletico Oristano | Stadio comunale Gino Bozzi\| Arbitro: \| Andrea Castagnoli (Reggio nell'Emilia) \| |
| Arbitro:                                | Andrea Castagnoli (Reggio nell'Emilia) |                      |                   |                                                                                    |

| Arbitro: | Luca Calvi (Bergamo) |

|  |           |                                              |
|  | Marcatori | 55’ Giugliano 72’, 90’ Gabbiadini 89’ Soffia |

| Arbitro: | Stefano Peletti (Crema) |

|  |                      |  |
|  | Tiri di rigore 4 – 5 |  |

| Arbitro: | Stefania Menicucci (Lanciano) |

|                                                  |           |  |
| Nagni 13’ Picchi 34’ Labate 53’, 75’ Palombi 85’ | Marcatori |  |

| Arbitro: | Silvia Gasperotti (Rovereto) |

|                                 |           |  |
| Clelland 8’ Tuttino 28’ Dri 52’ | Marcatori |  |

| Arbitro: | Davide Santarossa (Pordenone) |

|  |           |             |
|  | Marcatori | 91’ De Luca |

| Arbitro: | Giuseppe Mansueto (Verona) |

|  |           |                                  |
|  | Marcatori | 2’, 50’, 89’ Mastalli 52’ Prugna |

| Arbitro: | Marco Paletta (Lodi) |

|                                                           |           |  |
| Boni 7’ De. Mascanzoni 31’, 84’ Capovilla 38’ Zamarra 70’ | Marcatori |  |

| Arbitro: | Niccolò Turrini (Firenze) |

|                            |           |  |
| Bonfantini 25’ Pandini 30’ | Marcatori |  |

| Arbitro: | Domenico Castellone (Napoli) |

|                                  |                      |                                              |
| Piro Quazzico Bassano Manno Ceci | Tiri di rigore 3 – 2 | Sibilano Sgaramella Iorio Riccio Del Vecchio |

## Terzo turno
I sorteggi (ove necessari) per stabilire i campi di gioco si sono svolti il 10 marzo alle ore 12:00 presso la sede del DCF in piazzale Flaminio, 9. Le gare si svolgeranno il 12 aprile alle 15.30.
| Squadra 1       | Risultato       | Squadra 2    |
| --------------- | --------------- | ------------ |
| 1º aprile 2017  |                 |              |
| Novese          | 0 - 4           | Mozzanica    |
| 2 aprile 2017   |                 |              |
| Nebrodi         | 0 - 5           | Fiorentina   |
| 8 aprile 2017   |                 |              |
| Pink Sport Time | 0 - 0 (5-3 dcr) | Donna Roma   |
| 12 aprile 2017  |                 |              |
| Azalee          | 0 - 3           | Brescia      |
| Unterland       | 1 - 1 (5-4 dcr) | San Zaccaria |
| Empoli          | 6 - 0           | Chieti       |
| 13 aprile 2017  |                 |              |
| AGSM Verona     | 3 - 1           | Valpolicella |
| 25 aprile 2017  |                 |              |
| Inter Milano    | 2 - 3           | Tavagnacco   |

### Tabellini
| Arbitro: | Alessio Angiolari (Ostia) |

|  |           |                                              |
|  | Marcatori | 22’, 82’ Giacinti 45’ Alborghetti 55’ Pirone |

| Arbitro: | Adolfo Baratta (Rossano) |

|  |           |                                                                     |
|  | Marcatori | 4’ Ferrandi 8’ Zazzera 24’ Salvatori Rinaldi 56’ Parisi 77’ Bonetti |

| Arbitro: | Stefania Signorelli (Paola) |

|                                          |                      |                                         |
| Ceci Bassano Rogazione Parascandolo Piro | Tiri di rigore 5 – 3 | Di Giammarino Ciccotti Simonetti Labate |

| Arbitro: | Nicolae Bogdan Sfira (Pordenone) |

|  |           |                               |
|  | Marcatori | 27’, 68’ Sabatino 41’ Tarenzi |

| Arbitro: | Davide Santarossa (Pordenone) |

|                                                              |                      |                                                        |
| Muco 18’                                                     | Marcatori            | 30’ Principi                                           |
| Ernandes Erlacher Dallagiacoma Barbacovi Schroffenegger Peer | Tiri di rigore 5 – 4 | Filippi Tucceri Cimini Razzolini Principi Cimatti Diaz |

| Arbitro: | Paul Leonard Mihalache (Terni) |

|                                                                                  |           |  |
| Morucci 11’ Prugna 63’ Mastalli 64’ (rig.) Acuti 88’ Borghesi 90’ Meropini 90+2’ | Marcatori |  |

| Arbitro: | Alessio Caporale (Abbiategrasso) |

|                                |           |         |
| Gabbiadini 9’, 49’ Boattin 67’ | Marcatori | 6’ Boni |

| Arbitro: | Gabriele Restaldo (Ivrea) |

|                        |           |                                   |
| Rognoni 53’ Borges 76’ | Marcatori | 9’ Clelland 14’ Sardu 15’ Brumana |

## Quarti di finale
| Squadra 1      | Risultato       | Squadra 2       |
| -------------- | --------------- | --------------- |
| 21 maggio 2017 |                 |                 |
| Unterland      | 0 - 2           | Empoli          |
| 24 maggio 2017 |                 |                 |
| Mozzanica      | 1 - 3           | Brescia         |
| Tavagnacco     | 2 - 2 (7-6 dtr) | AGSM Verona     |
| Fiorentina     | 10 - 0          | Pink Sport Time |

### Tabellini
| Arbitro: | Andrea Calzavara (Varese) |

|  |           |                 |
|  | Marcatori | 13’, 85’ Prugna |

| Arbitro: | Senthuran Lingamoorthy (Genova) |

|                                                                                             |           |  |
| Mauro 6’, 8’, 22’ Bonetti 28’, 38’, 45’ (rig.) Salvatori Rinaldi 36’, 61’ Ferrandi 53’, 56’ | Marcatori |  |

| Arbitro: | Silvia Gasperotti (Rovereto) |

|                |           |                            |
| Alborghetti 3’ | Marcatori | 16’, 35’ Sabatino 64’ Mele |

| Arbitro: | Maria Teresa Travascio (Moliterno) |

|                                                                  |                      |                                                                 |
| Clelland 30’, 62’                                                | Marcatori            | 11’ Gabbiadini 57’ Giugliano                                    |
| Zuliani Tuttino Camporese Clelland Martinelli Filippozzi Brumana | Tiri di rigore 7 – 6 | Gabbiadini Boattin Giugliano Piemonte Di Criscio Galli Thalmann |

## Semifinali
| Squadra 1     | Risultato | Squadra 2  |
| ------------- | --------- | ---------- |
| 2 giugno 2017 |           |            |
| Brescia       | 4 - 0     | Tavagnacco |
| 3 giugno 2017 |           |            |
| Empoli        | 0 - 3     | Fiorentina |

### Tabellini
| Arbitro: | Anna Scapolo (Padova) |

|                                           |           |  |
| Cernoia 42’, 77’ Girelli 68’ Sabatino 85’ | Marcatori |  |

| Arbitro: | Deborah Bianchi (Prato) |

|  |           |                            |
|  | Marcatori | 14’ Mauro 24’, 40’ Bonetti |

## Finale
| Arbitro: | Stefania Menicucci (Lanciano) |

|  |           |           |
|  | Marcatori | 5’ Guagni |